# ブレッドソー郡 (テネシー州)
ブレッドソー郡（英: Bledsoe County）は、アメリカ合衆国テネシー州の南部に位置する郡である。2010年国勢調査での人口は12,876人であり、2000年の12,367人から4.1%増加した。郡庁所在地はパイクビル市（人口1,608人）であり、同郡で人口最大の都市でもある。

## 歴史
ブレッドソー郡は1807年に、元はインディアンの領土だった所と、ローン郡の一部を合わせて設立された。郡名は、アメリカ独立戦争の軍人であり、サムナー郡の初期開拓者だったアンソニー・ブレッドソーに因んで名付けられた。ブレッドソーはブレッドソーのステーションでインディアンの攻撃により戦死した。

## 地理
アメリカ合衆国国勢調査局に拠れば、郡域全面積は407平方マイル (1,054.1 km2)であり、このうち陸地406平方マイル (1,051.5 km2)、水域は0平方マイル (0 km2)で水域率は0.10%である。

### 隣接する郡
- カンバーランド郡 - 北
- レイ郡 - 東
- ハミルトン郡 - 南東
- シクアッチー郡 - 南西
- ヴァンビューレン郡 - 西

## 人口動態

人口ピラミッド

以下は2000年の国勢調査による人口統計データである。
| 基礎データ - 人口: 12,367人 - 世帯数: 4,430 世帯 - 家族数: 3,313 家族 - 人口密度: 12人/km2（30人/mi2） - 住居数: 5,142軒 - 住居密度: 5軒/km2（13軒/mi2） 人種別人口構成 - 白人: 94.44% - アフリカン・アメリカン: 3.70% - ネイティブ・アメリカン: 0.38% - アジア人: 0.11% - 太平洋諸島系: 0.02% - その他の人種: 0.19% - 混血: 1.15% - ヒスパニック・ラテン系: 1.12% | 年齢別人口構成 - 18歳未満: 23.1% - 18-24歳: 8.4% - 25-44歳: 31.3% - 45-64歳: 25.8% - 65歳以上: 11.4% - 年齢の中央値: 37歳 - 性比（女性100人あたり男性の人口） - 総人口: 121.0 - 18歳以上: 121.3 世帯と家族（対世帯数） - 18歳未満の子供がいる: 31.3% - 結婚・同居している夫婦: 61.5% - 未婚・離婚・死別女性が世帯主: 9.1% - 非家族世帯: 25.2% - 単身世帯: 22.1% - 65歳以上の老人1人暮らし: 9.2% - 平均構成人数 - 世帯: 2.53人 - 家族: 2.94人 | 収入と家計 - 収入の中央値 - 世帯: 28,982米ドル - 家族: 34,593米ドル - 性別 - 男性: 26,648米ドル - 女性: 20,639米ドル - 人口1人あたり収入: 13,889米ドル - 貧困線以下 - 対人口: 18.1% - 対家族数: 14.9% - 18歳未満: 21.0% - 65歳以上: 23.2% |

## 都市と町
- パイクビル - 郡庁所在地

### 未編入の町
| - コールドスプリング - ディル - リーズステーション | - ラスク - メルバイン - マウントクレスト | - ニューハーモニー - ペイロ - サマーシティ | - ティップトップ |